# Rolls-Royce Crecy
Le Rolls-Royce Crecy est un moteur à deux temps expérimental britannique, V12 à 90 degrés, refroidi par liquide de 26 L de cylindrée, avec soupapes à chemise louvoyante, et à injection, conçu et fabriqué par la firme britannique Rolls-Royce. 
Initialement destiné à un chasseur intercepteur à grande vitesse, le Crecy a ensuite été considéré comme un moteur économique à longue portée à haute altitude. Développé entre 1941 et 1946, il était parmi les moteurs d'avion à deux temps les plus avancés jamais construits. Le moteur n'a jamais atteint les essais en vol et le projet a été annulé en décembre 1945, dépassé par les progrès du développement du moteur à réaction.
Le moteur a été nommé d'après la bataille de Crécy, après que Rolls-Royce ait choisi les batailles comme thème pour nommer leurs moteurs d'avion à deux temps. Rolls-Royce n'a développé aucun autre moteur de ce type.